# Mistrzostwa Rosji w Skokach Narciarskich 2014
Mistrzostwa Rosji w Skokach Narciarskich 2014 – zawody, które wyłoniły najlepszych skoczków narciarskich w Rosji w roku 2014. Wszystkie konkursy przeprowadzono w marcu 2014 roku w miejscowości Niżny Tagił na skoczni Aist.

## Medaliści

### Indywidualnie mężczyźni
| Skocznia | Złoto                | Srebro             | Brąz               |
| -------- | -------------------- | ------------------ | ------------------ |
| HS 100   | Michaił Maksimoczkin | Ilmir Chazietdinow | Anton Kaliniczenko |
| HS 134   | Michaił Maksimoczkin | Dienis Korniłow    | Ilmir Chazietdinow |

### Drużynowo mężczyźni
Konkurs był jednoseryjny
| Skocznia | Złoto                                                                                      | Srebro                                                                         | Brąz                                                                                         |
| -------- | ------------------------------------------------------------------------------------------ | ------------------------------------------------------------------------------ | -------------------------------------------------------------------------------------------- |
| HS 134   | Niżny Nowogród I Michaił Maksimoczkin Aleksandr Sardyko Dienis Korniłow Aleksandr Szuwałow | Kraj Permski I Jegor Usaczow Siergiej Kulikow Gieorgij Czerwiakow Artiom Utiew | Petersburg I Erkin Ałłamuratow Władisław Piersijancew Władisław Bojarincew Aleksiej Romaszow |

### Indywidualnie kobiety
| Skocznia | Złoto            | Srebro             | Brąz                  |
| -------- | ---------------- | ------------------ | --------------------- |
| HS 100   | Irina Awwakumowa | Aleksandra Kustowa | Anastasija Gładyszewa |

### Mieszany
| Skocznia | Złoto                                                                         | Srebro                                                                                | Brąz                                                                                    |
| -------- | ----------------------------------------------------------------------------- | ------------------------------------------------------------------------------------- | --------------------------------------------------------------------------------------- |
| HS 100   | Moskwa Anastasija Wieszczikowa Ildar Walitow Irina Awwakumowa Piotr Czaadajew | Niżny Nowogród Natalja Sołowjowa Aleksiej Bujwołow Marija Zotowa Michaił Maksimoczkin | Kraj Permski Lubow Alczikowa Gieorgij Czerwiakow Anastasija Gładyszewa Siergiej Kulikow |